# Chiesa di Santa Maria della Neve (Ariano nel Polesine)
La chiesa di Santa Maria della Neve è un edificio religioso sito ad Ariano nel Polesine, comune in provincia di Rovigo posto nel Basso Polesine. Amministrativamente parte del vicariato di Adria-Ariano, all'interno della diocesi di Adria-Rovigo, è sede parrocchiale e arcipretale.
Edificata nei primi anni del XVII secolo in sostituzione della precedente, citata nei documenti del XV secolo, perché danneggiata dalle ricorrenti alluvioni, conserva al suo interno alcune pregevoli opere d'arte a tema religioso, tra le quali una Crocifissione, opera del pittore ferrarese Giori, e una copia della Madonna col Bambino di Benvenuto Tisi da Garofalo dipinta nel 1518.